# Hercana atroflava
Hercana atroflava là một loài tò vò trong họ Ichneumonidae.